# 比別利卡河
比別利卡河（烏克蘭語：Бибелька），是烏克蘭的河流，屬於德涅斯特河的支流，流經捷爾諾波爾州和伊萬諾-弗蘭科夫斯克州，河道全長29公里，流域面積129平方公里。